# Obergericht Osnabrück
Das Obergericht Osnabrück war ein großes Obergericht im Königreich Hannover. Es hatte seinen Sitz in Osnabrück in Niedersachsen.
Nach der Revolution von 1848 wurde im Königreich Hannover die Rechtsprechung von der Verwaltung getrennt und die Patrimonialgerichtsbarkeit abgeschafft.
Zum 1. Oktober 1852 wurden 12 Große und 4 Kleine Obergerichte als Gerichte zweiter Instanz (vergleichbar mit heutigen Landgerichten), darunter das Obergericht Osnabrück eingerichtet.
Dem Obergericht Osnabrück waren folgende Amtsgerichte nachgeordnet:
- Amtsgericht Bersenbrück
- Amtsgericht Fürstenau
- Amtsgericht Grönenberg
- Amtsgericht Iburg
- Amtsgericht Osnabrück
- Amtsgericht Stadt Osnabrück
- Amtsgericht Quakenbrück
- Amtsgericht Vörden
- Amtsgericht Wittlage[3]

1859 wurde die Zahl der Amtsgerichte verringert. Es verblieben:
- Amtsgericht Bersenbrück (aus AG Bersenbrück und AG Quakenbrück)
- Amtsgericht Diepholz (aus Amtsgericht Diepholz und Amtsgericht Lemförde)
- Amtsgericht Fürstenau
- Amtsgericht Melle (aus dem Amtsgericht Grönenberg)
- Amtsgericht Iburg
- Amtsgericht Osnabrück (aus den Amtsgerichten Osnabrück und Stadt Osnabrück)
- Amtsgericht Vörden
- Amtsgericht Wittlage[4]

Mit der Annexion Hannovers durch Preußen 1866 wurde es zunächst zu einem preußischen Obergericht und wurde dann in das Landgericht Osnabrück umgewandelt. 1875 wurde das Obergericht Meppen aufgehoben und der Gerichtsbezirk dem Obergericht Osnabrück zugeschlagen.